# Paula Sleyp
Paula Sleyp (Mechelen, 21 februari 1931 – Antwerpen, 9 november 2019) was een Belgische actrice.

## Biografie
Paula Sleyp was gehuwd met acteur, regisseur en technisch directeur van het Koninklijk Jeugdtheater Antwerpen Bob Dillen (1929-2001).
Samen met studiegenoten, onder wie Alice Toen en Jan Reusens, richtte Sleyp in 1956 het Mechels Miniatuur Teater op, onder impuls van Luc Philips van het Mechelse Conservatorium. Sleyp verwierf vooral bekendheid doordat ze vanaf 1982 de rol van de lieve grootmoeder in Sesamstraat overnam van Mieke Verstraete. In de loop van de jaren negentig evolueerde het personage stilaan naar een pinniger karakter. In hetzelfde programma speelde ze ook een tijdje de rol van een Franse barones die zeer in de smaak viel bij Meneer Aart. Uiteindelijk werkte Sleyp voor een periode van 28 jaar mee aan Sesamstraat, tot ze er in 2010 mee stopte vanwege gezondheidsproblemen.
Sleyp had in de jaren zestig als roddeltante Liza een rol in de legendarische serie Kapitein Zeppos en viel midden de jaren negentig op als de bazige Tante Jos in de soapserie Wittekerke. In de jaren zeventig speelde ze mee in De opkopers, voorganger van de serie Merlina, Postbus X en Interflix, in welke vier series Paul Ricour een hoofdrol heeft. Nadien speelde ze nog gastrollen in onder meer Thuis, Lili en Marleen, Hallo België!, Witse en Familie.
Paula Sleyp overleed in 2019 na enkele jaren van gezondheidsproblemen.